# Покот

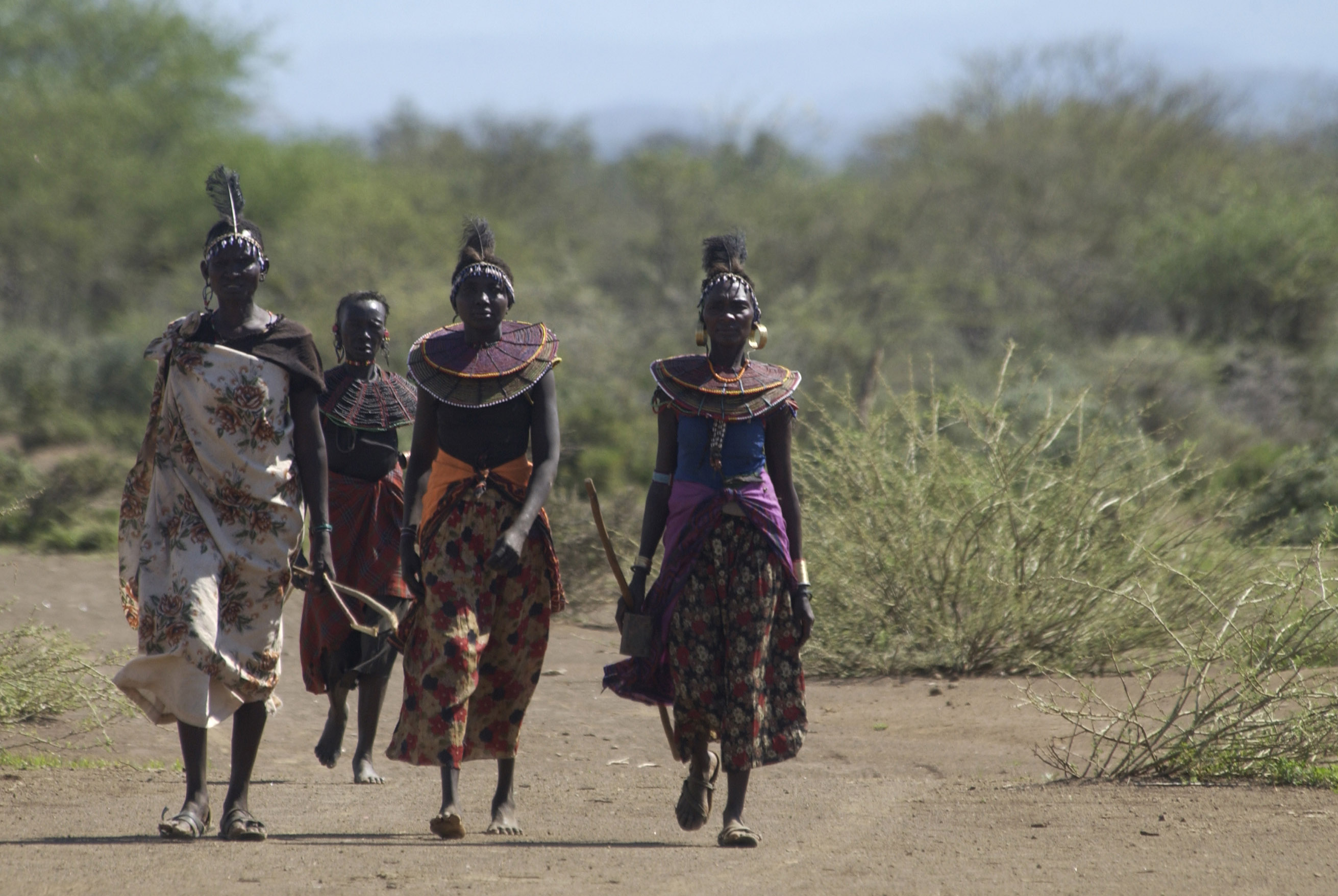
Женщины народа покот

Покот — народ из культурно-языковой группы нилотов. Язык покот — нило-сахарский. Живут на территории западной Кении, на границе с Угандой. Ближайшие соседи — масаи и туркана (Калиновская 1999: 654).
Численность покот оценивается в 800 тыс. чел.

## Образ жизни и традиции
Покот делятся на две группы: земледельцы и пастухи. Земледельцы выращивают просо и маис в горах, пастухи кочуют по засушливым равнинам со стадами коров, овец и коз. Все члены племени проходят обряд инициации, причём как и для мальчиков, так и для девочек он заключается в обрезании. Юноши после инициации обычно ходят из деревни на заработки. Вернувшись через несколько лет с деньгами, пройдя ещё одну инициацию (обряд сапана): юноша должен заколоть копьём быка, после этого он может выбрать себе невесту и обзавестись семьёй. Девушки в возрасте 12 лет подвергаются клиторидэктомии, (несмотря на то, что в Кении эта процедура запрещена законом). После церемонии обрезания они красят лицо белым и надевают деревянные бусы и чёрный кожаный капюшон. К ним запрещено прикасаться несколько месяцев, пока они не поправятся и не снимут с себя ритуальную одежду, что означает их окончательное вступление в половозрелый возраст. При этом девушкам не возбраняется вступать в добрачные отношения с мужчинами. У покот распространено многоженство, однако гарем могут позволить себе только обеспеченные люди в возрасте и с позволения старшей, первой жены. Когда мужчина или женщина достигают старости им предоставляется определённый статус и уважение (Воляк 2009:212).

## Внешний вид
Подобно масаи, покот украшают себя шраминированием и удалением нижних резцов. Главная гордость женщин-покот — гигантские ожерелья-воротники из бусин, нанизанных на лианы, и серьги в виде огромных колец. Очень популярны ножные и ручные металлические браслеты (Воляк 2009: 212).

## Верования
Покот очень суеверны и практикуют особые ритуалы очищения беременных и новорождённых младенцев, особенно близнецов, так как их рождение считается экстраординарным событием. Мир для них состоит из двух частей: верхний, где живут и правят могущественные Торорут (верховный бог), Азиз (бог солнца) и Илат (бог дождя); в нижней, земной части живут люди. С богами они общаются посредством жертвоприношений и путём молитв. Почитают культ предков, к которым относятся с уважением и страхом (Пирцио-Бироли 2001: 235).